# Víctor Domingo Silva
Víctor Domingo Silva Endeiza (Tongoy, Región de Coquimbo, 12 de mayo de 1882-Santiago, Región Metropolitana de Santiago, 20 de agosto de 1960) fue un escritor, dramaturgo, poeta, periodista y diputado chileno de origen vasco, que fue galardonado con el Premio Nacional de Literatura en 1954 y el Premio Nacional de Teatro en 1959.

## Biografía

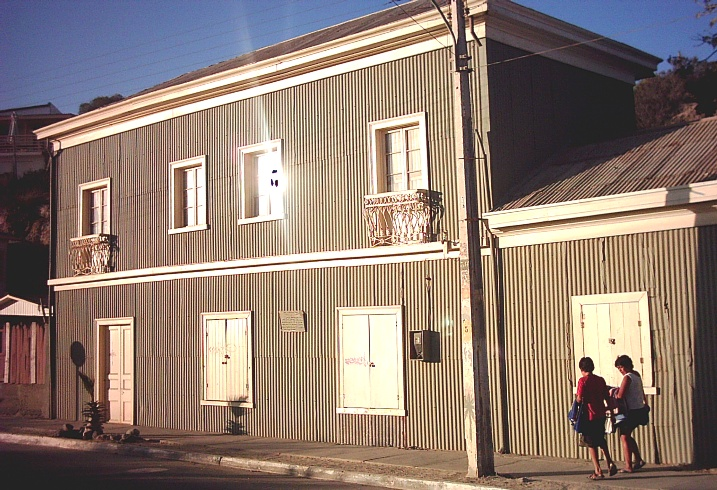
Casa en la que nació Víctor Domingo Silva en Tongoy.

Nació en el poblado de Tongoy cuando este balneario gozaba de un alto desarrollo económico producto de la industria portuaria-minera de la zona. Hijo de una culta familia, sus padres le inculcaron el amor a las letras.
En 1901 se trasladó a Valparaíso, ciudad donde vivió durante quince años, fundamentalmente en la calle Taqueadero 55 de Playa Ancha. En compañía de otros escritores, fundó el Ateneo de la Juventud de Valparaíso y la Universidad Popular. Posteriormente, se dedicó a la política y fue elegido diputado en 1915 por las provincias de Copiapó, Chañaral, Vallenar y Freirina. En esta misma época, inició sus publicaciones en el diario El Mercurio de Valparaíso, en donde utilizó el seudónimo de Cristóbal de Zárate.
Fue llamado el «poeta nacional» debido a que dedicó buena parte de su poesía a temas nacionales, tales como su famoso poema Al pie de la Bandera, en el cual exaltó su patriotismo. Mantuvo una estrecha relación de amistad con los poetas Zoilo Escobar y Carlos Pezoa Véliz, y con los novelistas Daniel de la Vega, Joaquín Edwards Bello y Augusto D'Halmar.
Ingresó a la diplomacia en 1928, fue destinado a la Patagonia argentina y se convirtió en un impulsor del establecimiento de la provincia de Aysén. En 1928 viajó destinado como cónsul general de Chile en Madrid y regresó al país en 1948.
Recibió varios premios, entre los que destacaron el citado Nacional de Literatura el viernes 23 de julio de 1954 y el de Teatro en 1959. En Chile fue asesor literario de la empresa Zig-Zag, fundador de la Sociedad de Autores, miembro del Ateneo de Santiago y de la Academia Chilena de la Lengua. Después de una destacada trayectoria en las letras nacionales, murió en la capital chilena a los 78 años de edad.

## Obra
Sus principales obras son:
- Adolescencia (1906)
- El derrotero (1908)
- Romancero naval (1910)

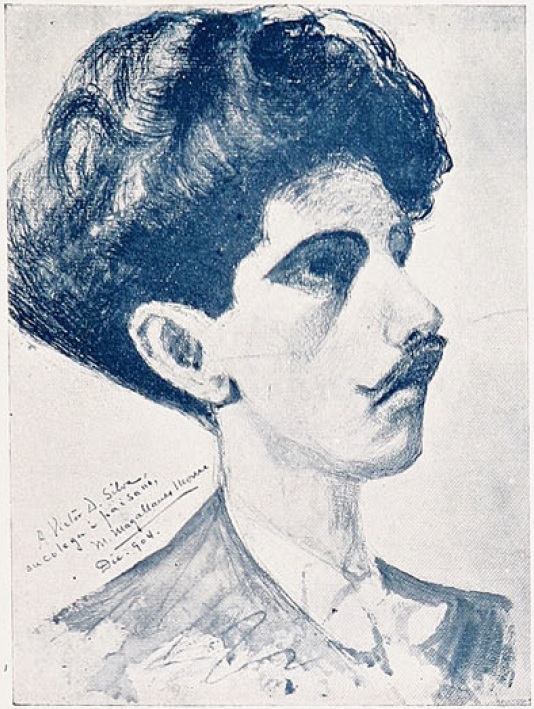
Retrato de Víctor Domingo Silva por Manuel Magallanes Moure en 1904

- Golondrina de invierno (1912, novela)
- La pampa trágica (1921, novela)
- Palomilla brava (1923, novela)
- El alma de Chile (1928, antología poética)
- El mestizo Alejo (1934)
- Poemas de Ultramar (1935)
- El cachorro (1937)
- La criollita

En teatro destacan:
- El pago de una deuda (1908)
- Nuestras víctimas (1912)
- Las aguas muertas (1921)
- El rey de la Araucanía (1936)
- Fuego en la montaña (1938)
- Aún no se ha puesto el sol (1950)
- La tempestad se avecina
- El hombre de la casa

### Filmografía
- Los payasos se van (1921, actor)
- El empuje de una raza (1922, guionista)

## Filmografía
| Año  | Título                | Rol        | Notas                   | Ref.  |
| ---- | --------------------- | ---------- | ----------------------- | ----- |
| 1921 | Los payasos se van    | Intérprete | Largometraje de ficción | [ 4 ] |
| 1922 | El empuje de una raza | Guionista  | Cortometraje documental | [ 5 ] |